# Racomitrium funale
Racomitrium funale là một loài Rêu trong họ Grimmiaceae. Loài này được (Schwägr.) Huebener mô tả khoa học đầu tiên năm 1833.